# Stadio Givi Kiladze
Lo stadio Givi Kiladze (in georgiano გივი კილაძის სტადიონი?) è un impianto sportivo polivalente di Kutaisi, in Georgia.
Risalente al 1949, è stato oggetto di ricostruzione nel 2010. Ha una capienza di 19 400 spettatori. Ospita gli incontri casalinghi della squadra di calcio della Torpedo Kutaisi.